# (48425) Tischendorf
(48425) Tischendorf est un astéroïde de la ceinture principale.

## Description
(48425) Tischendorf est un astéroïde de la ceinture principale. Il fut découvert le 2 février 1989 à Tautenburg par Freimut Börngen. Il présente une orbite caractérisée par un demi-grand axe de 2,39 UA, une excentricité de 0,14 et une inclinaison de 2,3° par rapport à l'écliptique.

## Compléments